# Antonethe Castaneda
Fátima Antonethe Castaneda Mena (Ciudad de Guatemala, 14 de mayo de 1985) es una internacionalista, politóloga y doctora en desarrollo sostenible guatemalteca. Se ha especializado en energías renovables y las implicaciones políticas en temas energéticos, estratégicos y ambientales.

## Trayectoria
Realizó los estudios de Magisterio en la Escuela Normal de Educación de Maestras de Educación para el Hogar Marion G. Bock, en donde se especializó en artesanías. Cursó las licenciaturas en Relaciones Internacionales y Ciencia Política en la Universidad Rafael Landívar, obteniendo el título en Licenciatura en Relaciones Internacionales, con una investigación en «La Seguridad Energética y la Sostenibilidad Ambiental del Estado de Guatemala». En 2010 finalizó en la misma institución la licenciatura en Ciencia Política, con una investigación en soberanía y seguridad energética. Desarrolló el caso de la Hidroeléctrica Hidro Xacbal: 2005-2010 con una mención laudatoria: Mejor tesis de la Facultad de Ciencias Políticas Universidad Rafael Landívar. 
En 2014 finalizó la especialización y maestría en Políticas Públicas, con una investigación en Seguridad Alimentaria en Guatemala y un año después continuó con los temas de impacto social y ambiental, a través del «Estudio de Impacto Social en los Proyectos Hidroeléctricos en Guatemala» al finalizar su maestría en Energías Renovables en la Universidad Rafael Landívar. 
En 2015, inició el doctorado en Desarrollo Sostenible en la Universidad Galileo, la investigación la intercaló con becas y pasantías en Austria, Reino Unido, India e Italia en los temas de energía, Objetivos de Desarrollo Sostenible y ciencia diplomática. En 2018 presentó su tesis doctoral acerca de elementos de la evaluación de la restauración del ecosistema forestal para la sostenibilidad ambiental.
Desde 2017 es voluntaria en la UNESCO Chair Con-E-Ect como enlace de Grecia para Centroamérica en la comunicación y gestión del conocimiento institucional, facilitando la creación de red de personas científicas en la región y vincula redes de investigación y fortalecimiento en proyectos de energía, desastres naturales y servicios de ecosistemas en la región centroamericana.
Desde 2019 es asesora científica y autora que contribuye en el Panel Interguberamental de Cambio Climático (WGIII) AR6. Capítulo 17, enfocado en «Acelerar la transición en el contexto del desarrollo sostenible». 

## Puestos de decisión
- Cofundadora del capítulo, vicepresidenta del capítulo OWSD-Guatemala y coordinadora del Equipo de Participación Ciudadana y Ciencia (2020)[7]
- Miembro de la Red Internacional de Científicos de Guatemala (2019)
- Miembro de la Red Jóvenes IberoMAB/UNESCO (2018)[8]
- Miembro de American Association for Advancement of Science (2018)[9]
- Miembro titular de la Organización de Mujeres en la Ciencia para el Mundo en Desarrollo (2018)[10]
- TWAS Science Diplomacy[11] Alumni (2017)
- Miembro de International Programme Integrated Research on Disaster Risk (IRDR Young Scientists) (2018)[12]
- Alumni Becados y exbecados Konrad Adenauer Stiftung (2012 a la fecha)[13]

## Premios y distinciones
- The Al-Kharafi Award (2019)[14]
- Ganadora del Concurso de INGSA/ISC LATAM (2019)[15]
- Mención Honorífica: Call of papers 2019 Mitigación de la vulnerabilidad, medida por el Índice de Riesgo Climático en la Región Centroamericana (desafíos y oportunidades) SICA/SIECA/ BCIE (2019)[16]
- Open Doors Programme Usando la ciencia para/en Diplomacia para abordar los desafíos globales (2018)[17]
- Beca Etta Becker-Donner Austria (2016)[18]
- Beca Fundación Konrad Adenauer en Centroamérica (2012)[19]
- Mención Laudatoria: Mejor Tesis de la Facultad de Ciencias Políticas y Sociales
- Mención Cum Laude de Reconocimiento a la Excelencia Académica. Licenciatura en Ciencia Política (Universidad Rafael Landívar) (2010)
- Mención Cum Laude de Reconocimiento a la Excelencia Académica. Licenciatura en Relaciones Internacionales (Universidad Rafael Landívar).(2009)
- Pluma de Oro Alumna Distinguida Diplomado Seguridad Defensa y Políticas Públicas (2009)
- Mención de Segundo Lugar por la Investigación «Soberanía y Seguridad energética en Guatemala, en el marco del cambio climático». Secretaria Nacional de Ciencia y Tecnología. (SENACYT)-Organización de Estados Americanos (OEA) (2009)